# Wladimir Ippolitowitsch Wetrow
Wladimir Ippolitowitsch Wetrow (russisch Владимир Ипполитович Ветров; * 10. Oktober 1932 in Moskau; † 23. Januar 1985 ebenda) war ein sowjetischer KGB-Offizier, der unter dem Aliasnamen Farewell in den Jahren 1981 und 1982 einen Großteil der sowjetischen Technologiespione in Westeuropa und den USA an den französischen Geheimdienst Direction de la surveillance du territoire (DST) verriet. Über Frankreich gelangten die von Wetrow weitergeleiteten Informationen in die USA, wo unter dem Namen Farewell Dossier eine Counterintelligence-Operation anlief. Die Weitergabe des sowjetischen Technologieprogramms trug wesentlich zur Destabilisierung des Ostblocks bei. Wetrow wurde entdeckt und 1985 hingerichtet.

## Leben
Wetrow wurde 1932 in Moskau geboren. Er studierte an der Moskauer Baumann-Universität und wurde Spezialist für Rechentechnik. Danach arbeitete er als Ingenieur am Moskauer Werk für Rechentechnik (ZAM).  1957 wurde er vom Perwoje glawnoje uprawlenije, dem Auslandsgeheimdienst, angeworben.  Ab 1965 war er als Linie X-Offizier des KGB-Direktorats T (spezialisiert auf Informationsgewinnung auf den Gebieten Wissenschaft und Technologie) in Frankreich stationiert. Ein ihm damals bekannter französischer Geschäftsmann, Jacques Prévost, half ihm aus einer Klemme, als er den Schaden an einer offiziellen Limousine übernahm. Wetrow blieb mit Prévost in Kontakt, auch nach seiner Rückkehr in die Sowjetunion 1970. Zu diesem Zeitpunkt machte er im Direktorat T Karriere und wurde für die Bewertung der eingehenden Informationen und deren Verteilung zuständig.
Mittlerweile war sein Freund Prévost selbst in Moskau tätig, und die beiden trafen sich weiterhin. Unzufrieden mit seiner Stellung in der Behörde und sich innerlich von der kommunistischen Ideologie abwendend, übergab Wetrow von Frühjahr 1981 bis zum Jahresbeginn 1982 zunächst Prévost, dann später einem französischen Geheimdienstangehörigen, insgesamt über 4000 interne KGB-Dokumente. Diese enthielten neben den Namen von 250 KGB-Agenten der Linie X auch Aufstellungen über ausgeforschte Technologien, Budgets, Desiderata etc. Für seine Dienste verlangte er angeblich kein Geld, jedoch erhielt er wohl im Gegenzug Sachzuwendungen.
Die eifrigen Dokument-Lieferungen beunruhigten die DST; längere Pausen sollten eingelegt werden, um Entdeckung zu vermeiden. Wetrow selbst wurde nervös, da er sich von seiner ebenfalls beim KGB beschäftigten Geliebten ertappt glaubte. Wetrow wurde zunächst im Februar 1982 wegen des versuchten Totschlags an ihr sowie dem Totschlag an einem Hilfspolizisten verhaftet und im Herbst des Jahres zu zwölf Jahren Lagerhaft verurteilt. Seine Tätigkeit als Doppelagent hielt er geheim. Während der Haft wurde er unvorsichtig, verriet seine Dokumentenweitergabe an die Franzosen und wurde dafür zum Tode verurteilt und 1985 hingerichtet.

## Bedeutung für den Westen und Folgen
Wetrow enttarnte den Umfang der Wirtschafts- und Rüstungsspionage der Sowjetunion, was die Regierungschefs der westlichen Länder zu umfangreichen Gegenmaßnahmen veranlasste. Dazu gehörten etwa die Desinformation des Direktorat T, Überlassung fehlerhafter Pläne, Mängellieferungen an die Sowjetunion und das Einstellen von wirtschaftlicher Kooperation. Ferner wurde aufgrund der von Wetrow zur Verfügung gestellten Informationen weltweit rund 150 sowjetische Technologiespione enttarnt und ausgewiesen. Aus Frankreich wurden allein 47 sowjetische Diplomaten ausgewiesen.
Dem französischen Staatspräsidenten François Mitterrand, der 1981 als erster sozialistischer Staatschef Frankreichs seit Beginn der Fünften Republik ins Amt gekommen war und dessen Regierung, der auch Mitglieder der Kommunistischen Partei als Minister angehörten, die USA unter Präsident Ronald Reagan misstrauisch gegenüberstanden, gestattete die in Frankreich als Affaire Farewell bekanntgewordene Angelegenheit, das Vertrauen der US-Regierung in Frankreich als verlässlichen Verbündeten wiederzugewinnen.

## Rezeption
Der 2009 veröffentlichte Spielfilm L’affaire Farewell des Regisseurs Christian Carion basiert auf dem Leben Wetrows.